# San Marino op het Eurovisiesongfestival 2017
San Marino nam deel aan het Eurovisiesongfestival 2017 in Kiev, Oekraïne. Het was de 8ste deelname van het land aan het Eurovisiesongfestival. SMRTV was verantwoordelijk voor de San Marinese bijdrage voor de editie van 2017.

## Selectieprocedure
Op 12 maart 2017 maakte SMRTV bekend dat het intern had gekozen om Valentina Monetta en Jimmie Wilson af te vaardigen naar het Eurovisiesongfestival. Het nummer waarmee ze naar Kiev zullen trekken heet Spirit of the night.

## In Kiev
San Marino trad aan in de tweede halve finale, op donderdag 11 mei 2017. San Marino werd achttiende en laatste, met amper één punt. Het was voor de tweede keer in de geschiedenis dat San Marino als laatste eindigde.